# Мотков Михайло Петрович
Михайло Петрович Мотков (нар. 23 січня 1930, с. Образцове Орловської області РФ — пом. 30 вересня 2009, Київ) — український танцюрист і педагог народної хореографії. Заслужений артист України (1969).

## Життєпис
Після навчання в експериментальних класах Московського хореографічного училища, почав працювати в П'ятигорському театрі музичної комедії (1947—1948).
З 1949 року — в Україні. До 1955 — артист Ансамблю пісні і танцю України.
1955—1977 — танцюрист Ансамблю танцю України імені Павла Вірського, де створив яскраві танцювальні образи в багатьох хореографічних композиціях, зокрема в таких як «Запорожці», «Про що верба плаче», «Козачок», «Червона калина».
Виступав у Австрії, Аргентині, Англії, Бразилії, Колумбії, Польщі, Канаді, Франції, США, Мексиці та інших країнах світу.
Відомий також як педагог народної хореографії. Викладав у Київській муніципальній українській академії танцю імені Сержа Лифаря.

## Родина
Був одружений з народною артисткою України і СРСР Валентиною Калиновською.
Сини: Мотков Олексій Михайлович — артист балету, Мотков Максим Михайлович — соліст балету Національного академічного театру опери та балету України імені Тараса Шевченка. Максим — народний артист України (2007), лауреат Премії імені А. Ф. Шекери.